# Villers-sous-Châtillon
Villers-sous-Châtillon è un comune delegato di Cœur-de-la-Vallée, nel dipartimento della Marna nella regione del Grand Est. In precedenza comune autonomo, il 1º gennaio 2023 è confluito insieme agli ex comuni di Binson-et-Orquigny e Reuil nel nuovo comune di Cœur-de-la-Vallée.

## Società

### Evoluzione demografica
Abitanti censiti